# Ilja Tjernousov

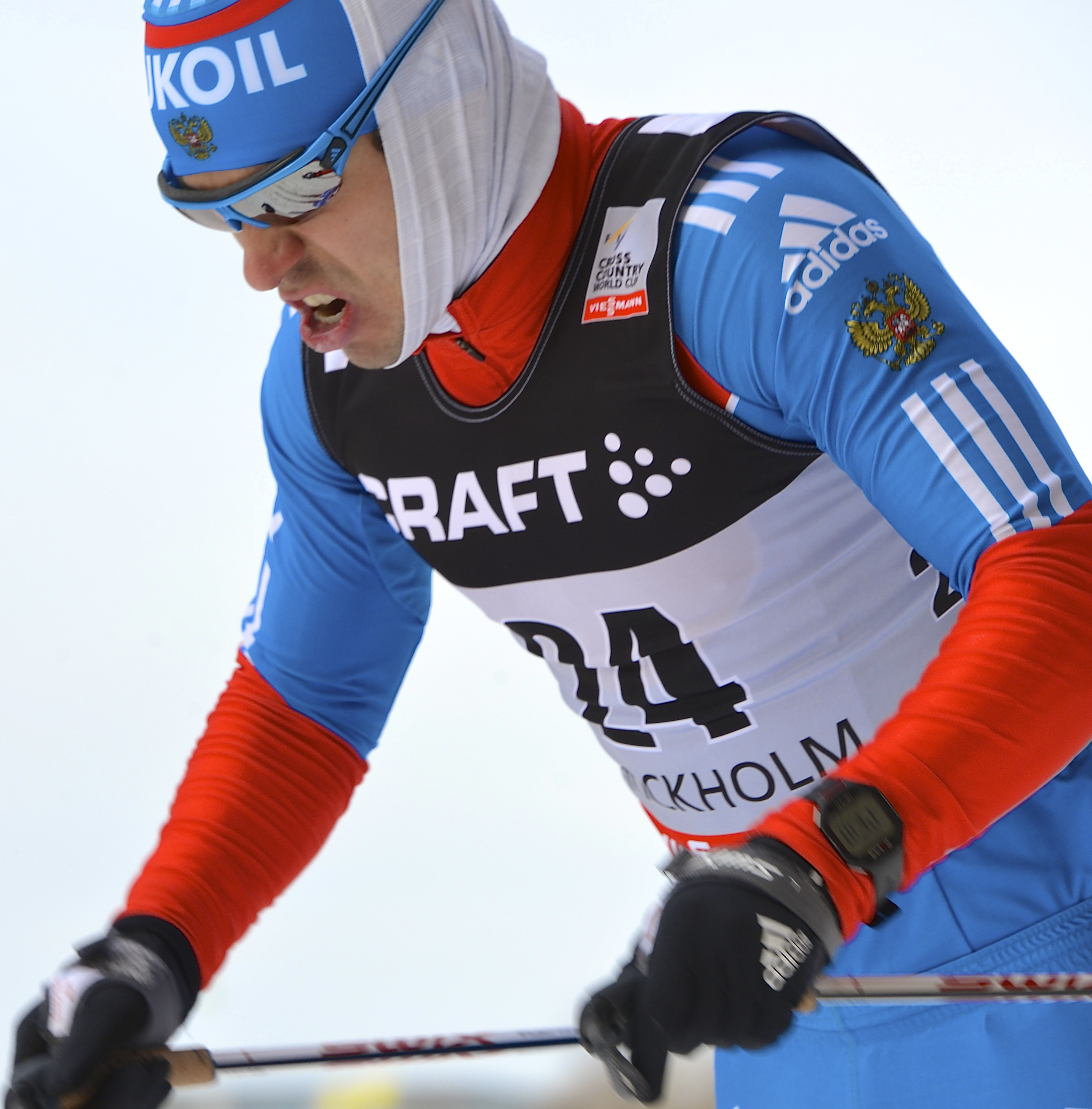
Ilja Tjernousov på Royal Palace Sprint i Stockholm 2013.

Ilja Grigorjevitj Tjernousov (ry: Илья Григорьевич Черноу́сов), född 7 augusti 1986 i Novosibirsk, är en rysk längdskidåkare. Han debuterade i världscupsammanhang 18 november 2006 i Gällivare över 15 km i klassisk stil.
Han har vunnit två gånger i världscupen. Den ena gången den 4 februari 2011 i 20 km jaktstart och den andra i tre km klassisk stil den 18 mars 2011 i Falun. Han har även kommit tvåa i en jaktstart över 30 km den 23 januari 2010 i Rybinsk.
Tjernousov vann bronsmedaljen i dubbeljakten över 30 km i VM i Holmenkollen 2011.
I februari 2014 erhöll han Fäderneslandets förtjänstordens medalj av andra klassen.

## Världscupssegrar

### Individuellt (2)
| Datum           | Plats   | Land     | Disciplin              |
| --------------- | ------- | -------- | ---------------------- |
| 4 februari 2011 | Rybinsk | Ryssland | 20 km jaktstart        |
| 18 mars 2011    | Falun   | Sverige  | 3 km klassiskt (etapp) |